# Ruínas de Quilua Quisiuani e de Songo Mnara

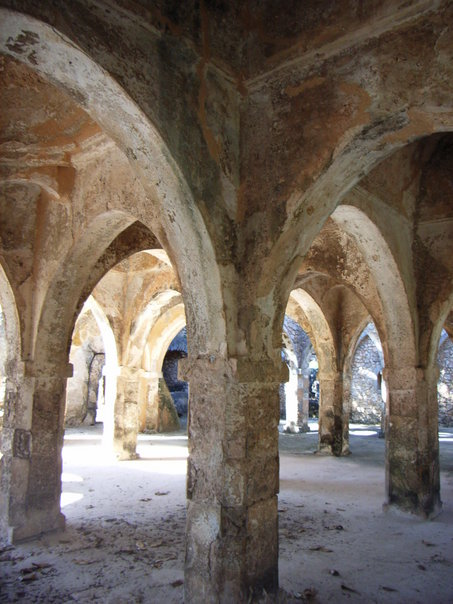
A Grande Mesquita de Quilua Quisiuani

As ruínas de Quilua Quisiuani (Kilwa Kisiwani), também conhecida historicamente como Quíloa, e Songo Mnara localizam-se nas duas pequenas ilhas de mesmo nome, à entrada de uma baía a sul de Dar-es-Salam, na costa sueste da atual Tanzânia.
Ambas representam os vestígios de dois grandes portos comerciais onde, entre os séculos IX e XVI, se trocou o ouro e ferro do Zimbábue, escravos e marfim de toda a África Oriental, por tecidos, porcelana, joias e especiarias da Ásia. Estas ilhas foram inscritas pela UNESCO em 1981 na lista dos locais que constituem Património da Humanidade e, em 2004, na Lista do Património Mundial em Perigo.

## História

### Antecedentes
As ilhas de Quilua Quisiuani (Quíloa, na História de Portugal) e de Songo Mnara parecem ter sido ocupadas no século IX, provavelmente por populações swahili. Nessa época, um chefe da ilha de Quilua Quisiuani vendeu-a a um mercador árabe chamado Ali ibne Haçane, fundador da Dinastia Xiraz. Entre os séculos XI e XV, os seus descendentes nelas estabeleceram o mais poderoso centro comercial da África Oriental. No século XIII, os seus chefes dominavam todos os centros comerciais da costa africana, desde a ilha de Pemba, a norte, até Sofala, no sul.
O mundo ocidental ficou a conhecer Quilua através dos escritos do geógrafo marroquino ibne Batuta, que a visitou em 1331. Ele ficou extasiado pela "beleza da grande cidade, com edifícios construídos de pedra de coral, normalmente com um único piso e pequenos compartimentos separados por maciças paredes e com telhados formados de placas da mesma pedra, suportados pelas paredes e por estacas de mangal." Mas também encontrou "estruturas formidáveis de vários pisos e algumas belamente ornamentadas com pedra esculpida nas entradas, tapeçarias e nichos cobrindo as paredes e o chão com carpetes... Claro que estas eram as casas dos ricos, porque os pobres viviam em casas de palha, vestiam-se apenas com um pano sobre as ancas e comiam apenas papas de milho..."

### A presença portuguesa
Em 1500, a caminho da Índia, o português Pedro Álvares Cabral também visitou Quilua e referiu-se às belas casas de coral e seus terraços, pertencentes a "mouros negros", o que atraiu a atenção dos portugueses. Com a presença destes na região, a fortuna de Quilua mudou radicalmente: Vasco da Gama invadiu a ilha em 1502 tornando-a tributária de Portugal. Como o sultão cessasse de pagar o seu tributo, em 24 de julho de 1505, as forças de D. Francisco de Almeida, primeiro Vice-rei do Estado Português da Índia, acompanhado de seu filho D. Lourenço, conquistaram-na e iniciaram a construção da primeira fortificação portuguesa de pedra e cal na África Oriental

### O Forte de Quíloa
A construção do forte português em Quíloa iniciou-se no dia subsequente à conquista (25 de julho de 1505), tendo as obras ficado a cargo do mestre de pedraria Tomás Fernandes. Tinha como função proporcionar abrigo aos passageiros das naus da Carreira da Índia que demandavam aquele porto e, acessoriamente, a de defesa contra eventuais inimigos.
Embora tenha sido a primeira fortificação de vulto a ser erguida na costa oriental africana, teve curta existência. De manutenção dispendiosa, gerando recursos insuficientes para a aquisição de especiarias no Oriente pela Coroa portuguesa, foi abandonada em 1512, concentrando-se as suas funções na Torre Velha de Moçambique.
D. Francisco de Almeida, em carta a Manuel I de Portugal descreve a fortificação então construída como:
"huuma fortaleza que se podesse ser compraria por anos de minha vida, vee la Vossa alteza porque he tam forte que se esperara
nela el rei de França e tem apousemtamento de muito boas casas pera duas tamta gente e desenbarquon os batees as pipas por huuma esquada de seis degraaos demtro no baluarte que he o mais forte da casa."
É ainda descrita, por outras fontes:
"(...) que havia de ter a fortaleza em quadra, que per quadra tinha sessenta braças, e em hum canto pera a banda da cidade huma torre quadrada, sobradada com o andar do muro (...) toda a obra em roda se fazia com outra torre quadrada per a banda da baya, em que a terra fazia uma ponta, e na torre a porta pera o mar, e nas casas dentro mandou alevantar a torre de menagem, de dous sobrados fortes, com janelas pera todas as partes, de que podia jogar artilharia."
Em setembro de 1506, um grupo de pedreiros portugueses e quatro pedreiros "mouros" "acabaram de cerrar hos muros de dentro" e a "torre de sobola porta do baluarte", encontrando-se a fortaleza equipada, em fevereiro de 1507, com 73 armas de fogo, quantidade expressiva à época.
No início da década de 1960, o arqueólogo britânico Neville Chittick conduziu uma campanha de prospecção arqueológica de um forte de menores dimensões, identificado como de origem portuguesa (conhecido como "Gereza"), reconhecendo-lhe características da arquitetura militar árabe e periodizando-o do século XIX o que, modernamente é questionado, sendo proposta uma datação alternativa do século XVIII. Esta estrutura apresenta planta na forma de um quadrado com 20 metros de lado, e duas torres nos vértices opostos, de bases maciças e sem aberturas para o tiro senão nos pisos superiores.

### A reconquista árabe
Em 1512, a ilha foi ocupada por uma força árabe e voltou a ser uma cidade-estado swahili até 1784, quando se tornou num protectorado do Omã e voltou a perder o seu poderio. Em 1843, a cidade vizinha de Quilua Quivinje, a cerca de 20 km a norte, na costa, passou a ser utilizada como porto e Quilua Quisiuani foi abandonada e os seus edifícios tornaram-se ruínas.

### Doséculo XXaos nossos dias
Na década de 1950, as autoridades coloniais começaram a explorar as ruínas e, mais tarde a recuperar alguns edifícios. Neste momento Quilua Quisiuani é um ponto turístico importante. Entre os edifícios mais importantes contam-se:
- A Grande Mesquita, que era a maior de África quando foi construída, com grandes abóbadas e pilares monolíticos;
- O Palácio Husuni Kubwa, com cem compartimentos, é o maior edifício pré-europeu em pedra na região oriental e austral de África;
- A Pequena Mesquita, também abobadada, que é o edifício mais bem preservado na ilha;
- O Palácio Makutani, com grandes paredes triangulares;
- O "pequeno" Husuni Ndogo; e
- A "Gereza" (prisão).